# Asques (Tarn-et-Garonne)
Asques ist eine französische Gemeinde mit 132 Einwohnern (Stand 1. Januar 2022) im Département Tarn-et-Garonne in der Region Okzitanien. Sie gehört zum Kanton Garonne-Lomagne-Brulhois und zum Arrondissement Castelsarrasin. Die Bewohner nennen sich die Asquais. 
Nachbargemeinden sind Saint-Michel im Norden, Le Pin im Nordosten, Caumont im Osten, Saint-Arroumex im Südosten, Lavit im Süden und Castéra-Bouzet im Westen.

## Bevölkerungsentwicklung
| Jahr      | 1962 | 1968 | 1975 | 1982 | 1990 | 1999 | 2005 | 2010 | 2015 |
| --------- | ---- | ---- | ---- | ---- | ---- | ---- | ---- | ---- | ---- |
| Einwohner | 139  | 122  | 116  | 110  | 117  | 134  | 128  | 140  | 132  |

## Sehenswürdigkeit

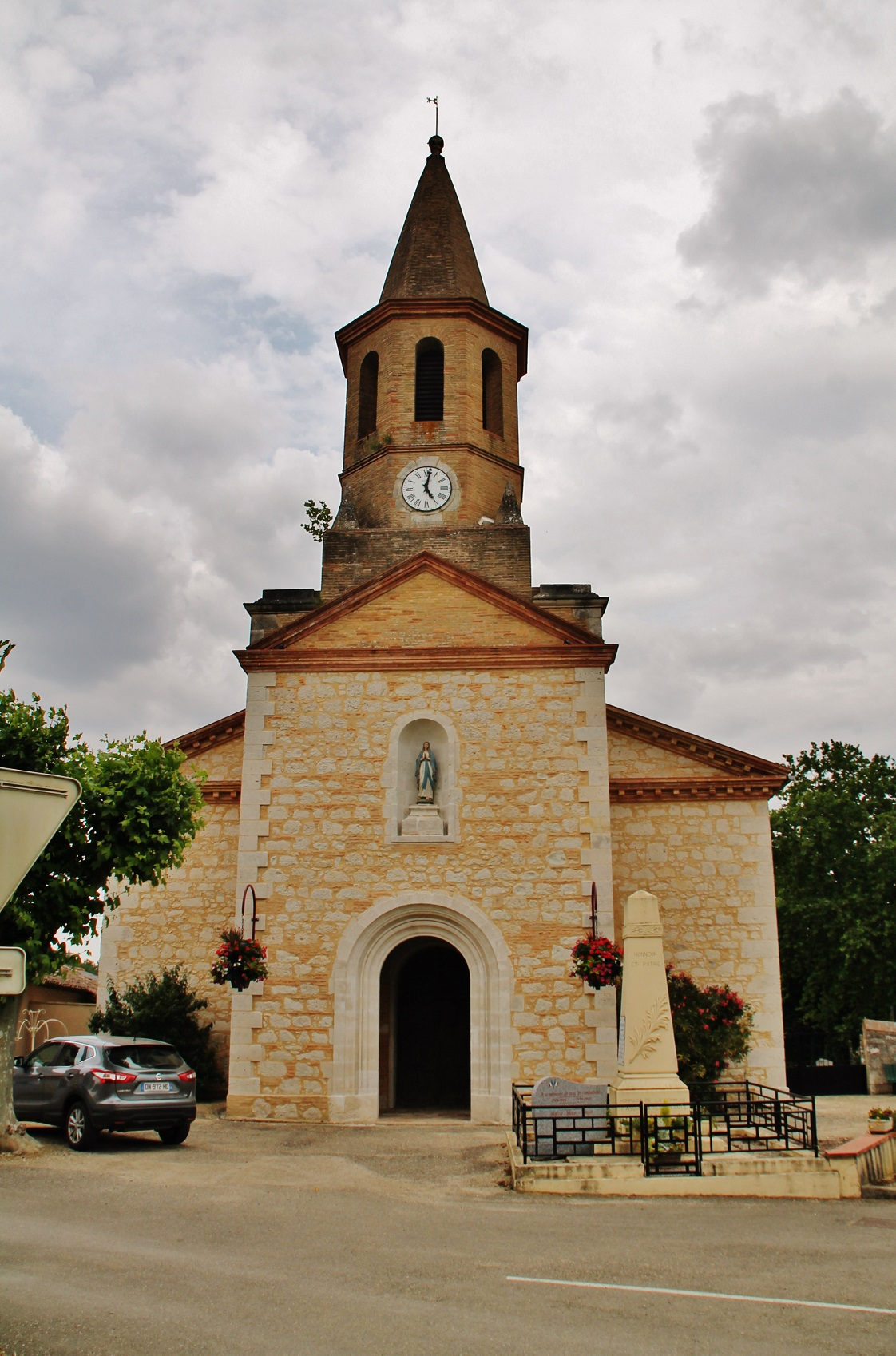
Kirche Notre-Dame

- Kirche Notre-Dame d’Asques